# Park Café
Park Café — люксембургская поп-группа, представлявшая свою страну на конкурсе песни Евровидение 1989.

## История
Коллектив был образован в 1986. В первоначальный состав входили Мэгги Парке (англ. Maggie Parke), Гаст Вальтзинг (люкс. Gast Waltzing) и Ром Хек (люкс. Rom Heck). Парке была американкой по происхождению; остальные два участника — люксембуржцы. Дебютный альбом группы был выпущен в 1987, а в следующем году музыканты получают приглашение на фестиваль «Le Printemps de Bourges». Тогда выступления группы получают положительные отзывы критиков.
В 1989 Park Café участвуют на национальном отборочном конкурсе на Евровидение 1989, и становятся его победителями, тем самым получив возможность представить Люксембург на предстоящем песенном фестивале.
На конкурсе исполнителями была исполнена песня на французском языке — «Monsieur». Выступление было оценено довольно низко: набрав всего восемь баллов, конкурсанты финишировали двадцатыми (из двадцати двух).
Коллектив распался после участия на Евровидении.

## Состав

### Основной состав
- Maggie Parke (вокал)
- Gast Waltzing (труба)
- Rom Heck (гитара)

### Сессионные участники
- Ander Schmit (клавишные)
- Rainer Kind (ударные)
- Serge Vesque (бас-гитара)

## Дискография
- Park Café (1987)
- Monsieur (1989)